# Croatia osiguranje
Croatia osiguranje d.d., osiguravajuće društvo iz Zagreba.
Croatia osiguranje je najveće i najstarije osiguravajuće društvo u Hrvatskoj. Osnovano je 1884. godine u Zagrebu kao Croatia osiguravajuća zadruga, a jedan od osnivača društva bio je i slavni hrvatski pisac August Šenoa.
Od 2014. godine, Croatia Osiguranje je u vlasništvu Adris Grupe d.d.

## Vanjske poveznice
- Croatia osiguranje d.d.